# San Antonio (Copán)
San Antonio es un municipio del departamento de Copán en la República de Honduras.

## Toponimia
Existen dos teorías sobre el porqué del nombre. San Antonio era el paso obligado y estación entre caminantes (por caminos de herradura) que iban para San Pedro, por lo que lo llamaron San Antonio del Descanso. La otra es que las personas que eran de otros lugares venían a morir a este municipio.

## Límites
San Antonio está situado en la parte norte del departamento de Copán y su cabecera se encuentra en la falda oriental de las estribaciones de la Sierra del Espíritu Santo, en una pequeña llanura y muy cerca de la margen izquierda del Río Tiste.
| Orientación | Límite                           |
| ----------- | -------------------------------- |
| Norte       | Municipio de Florida, Copán      |
| Sur         | Municipio de San Jerónimo, Copán |
| Este        | Municipio de Florida, Copán      |
| Oeste       | Municipio El Paraíso, Copán      |

Actualmente su extensión territorial es de 112.125 km². Cuenta con 16 aldeas y 7 caseríos,

## Datos históricos
En 1782, se cree que fue fundado como "San Antonio del Descanso".
En 1837 (9 de agosto), San Antonio fue fundado como municipio.
En 1887, en el censo de población figuraba como Municipio de San Antonio, formando parte del Distrito de Trinidad.
En 1923 (12 de abril), los vecinos de la Aldea Santa Elena de San Antonio piden la segregación de dicha Aldea y la anexión al Municipio de San Jerónimo.
Anteriormente el municipio de San Antonio formaba parte del departamento de Gracias (Actualmente son los departamentos de Ocotepeque, Copán, Lempira y parte de La Paz).

### Alcaldes
Su primer alcalde electo fue el Sr. Tito Leiva Cabrera.

## Turismo
Cuenta con 6 iglesias siendo la más importante de ellas la que está ubicada en el casco urbano que fue construida por los españoles en el siglo XVIII.

## División Política
Aldeas: 13 (2013)
Caseríos: 37 (2013)
| Código | Aldea           |
| ------ | --------------- |
| 041501 | San Antonio     |
| 041502 | Concepción      |
| 041503 | La Reina        |
| 041504 | La Zumbadora    |
| 041505 | Loma Ancha      |
| 041506 | Peña Blanca     |
| 041507 | Pueblo Nuevo    |
| 041508 | Quebrada Grande |
| 041509 | Quebrada Honda  |
| 041510 | San Joaquín     |
| 041511 | San Luis        |
| 041512 | San Raimundo    |
| 041513 | Tierra Colorada |